# Glaphyra nobilitata
Glaphyra nobilitata är en skalbaggsart som beskrevs av Holzschuh 2007. Glaphyra nobilitata ingår i släktet Glaphyra och familjen långhorningar.
Artens utbredningsområde är Laos. Inga underarter finns listade i Catalogue of Life.